# مینا (سرده)
مینا، مخلصه، بابونه گاوی (نام علمی: Tanacetum) نام یک سرده از تبار کاسنیان آنثمیدئا است.

## نگارخانه

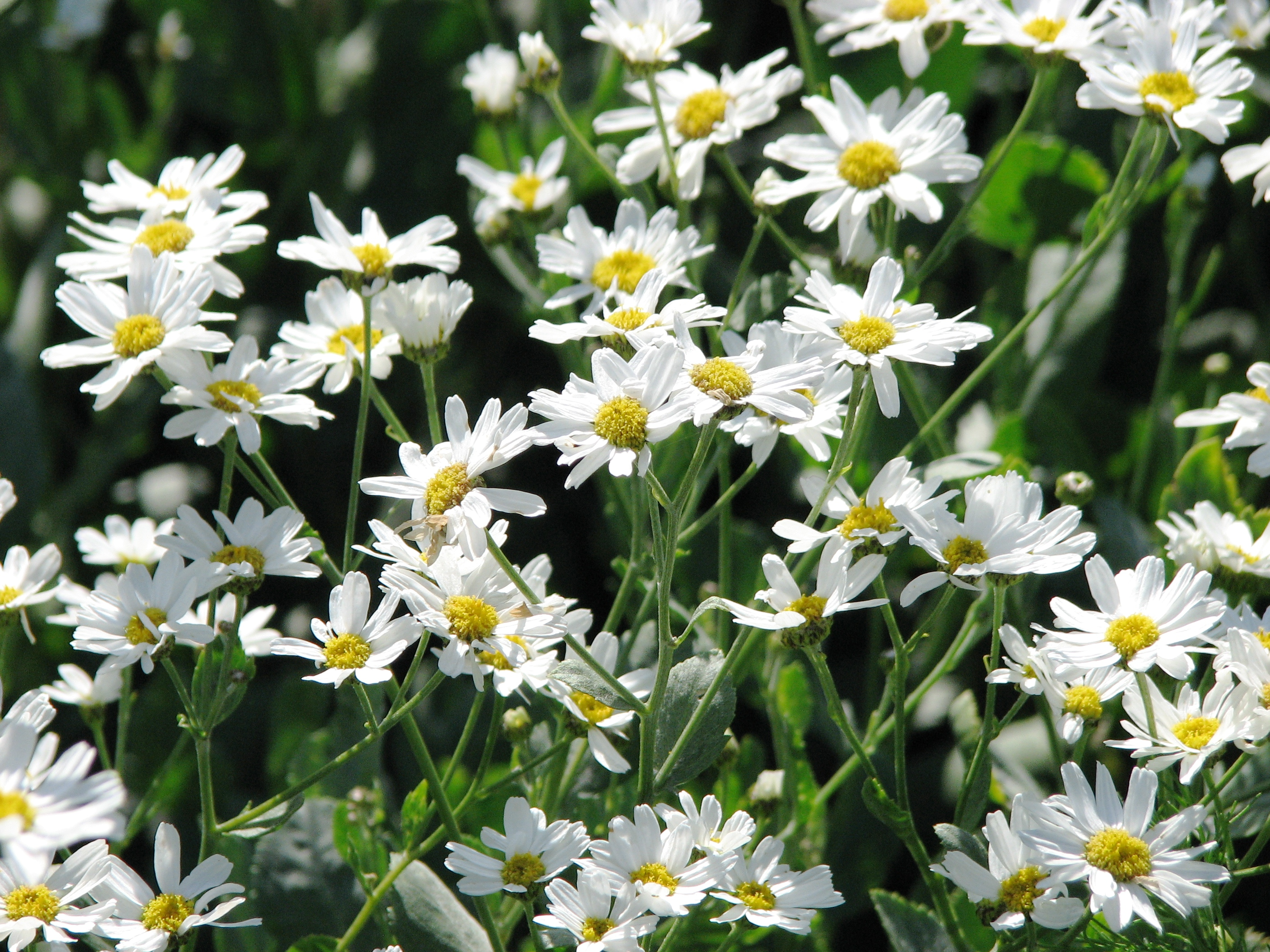
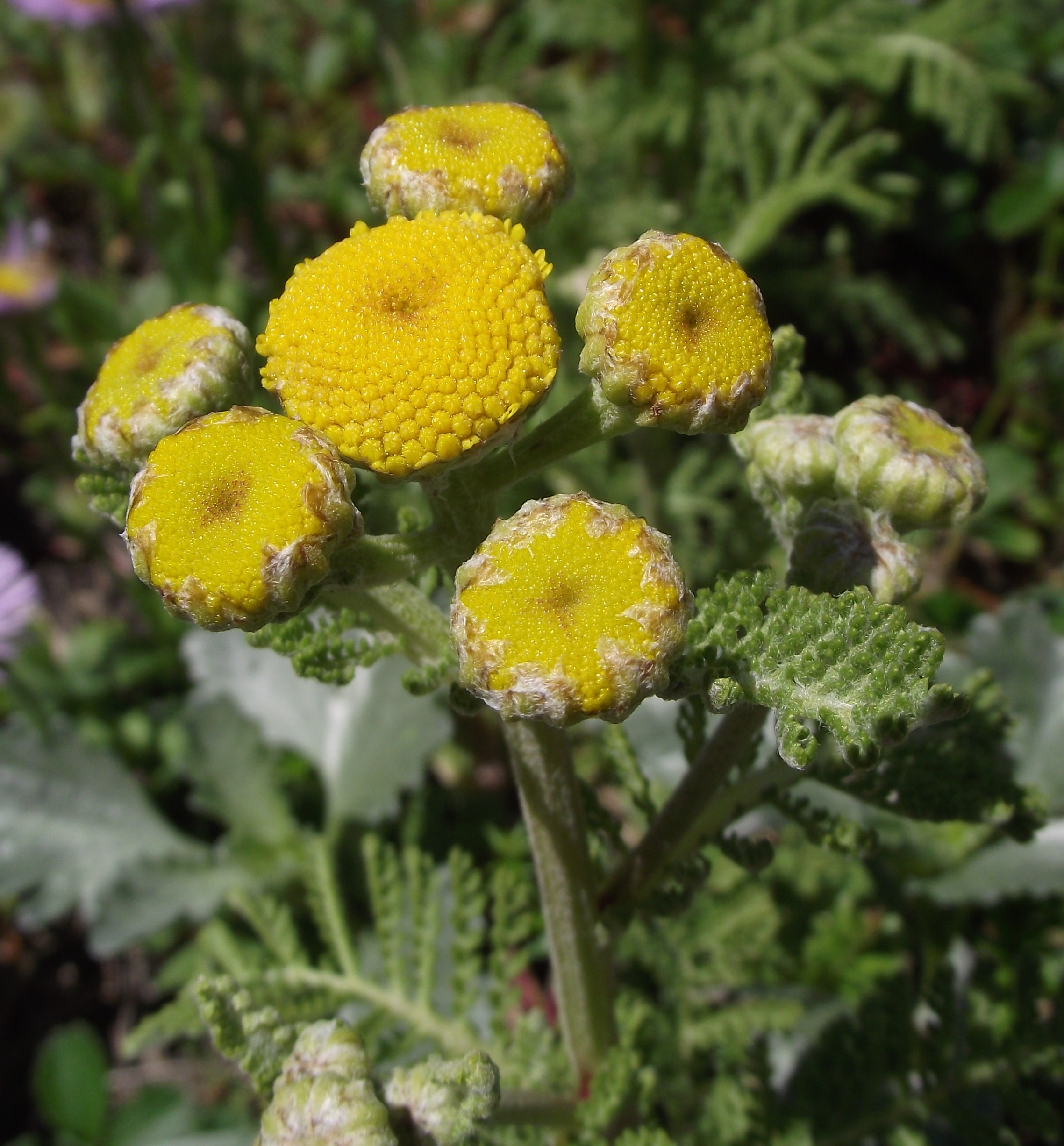
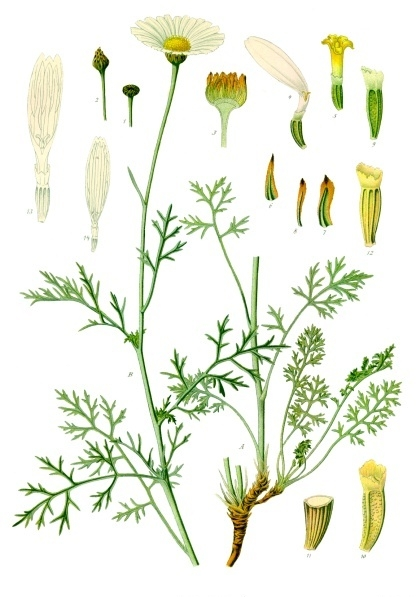
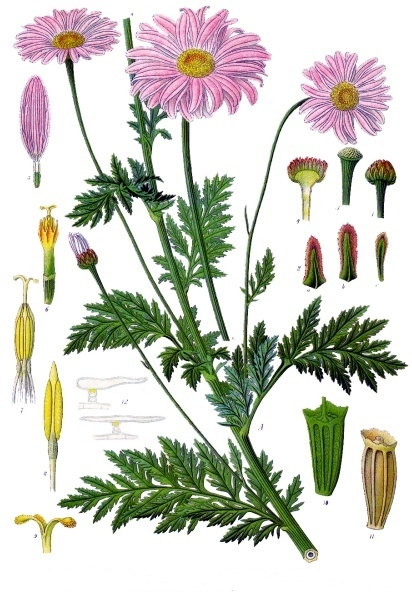
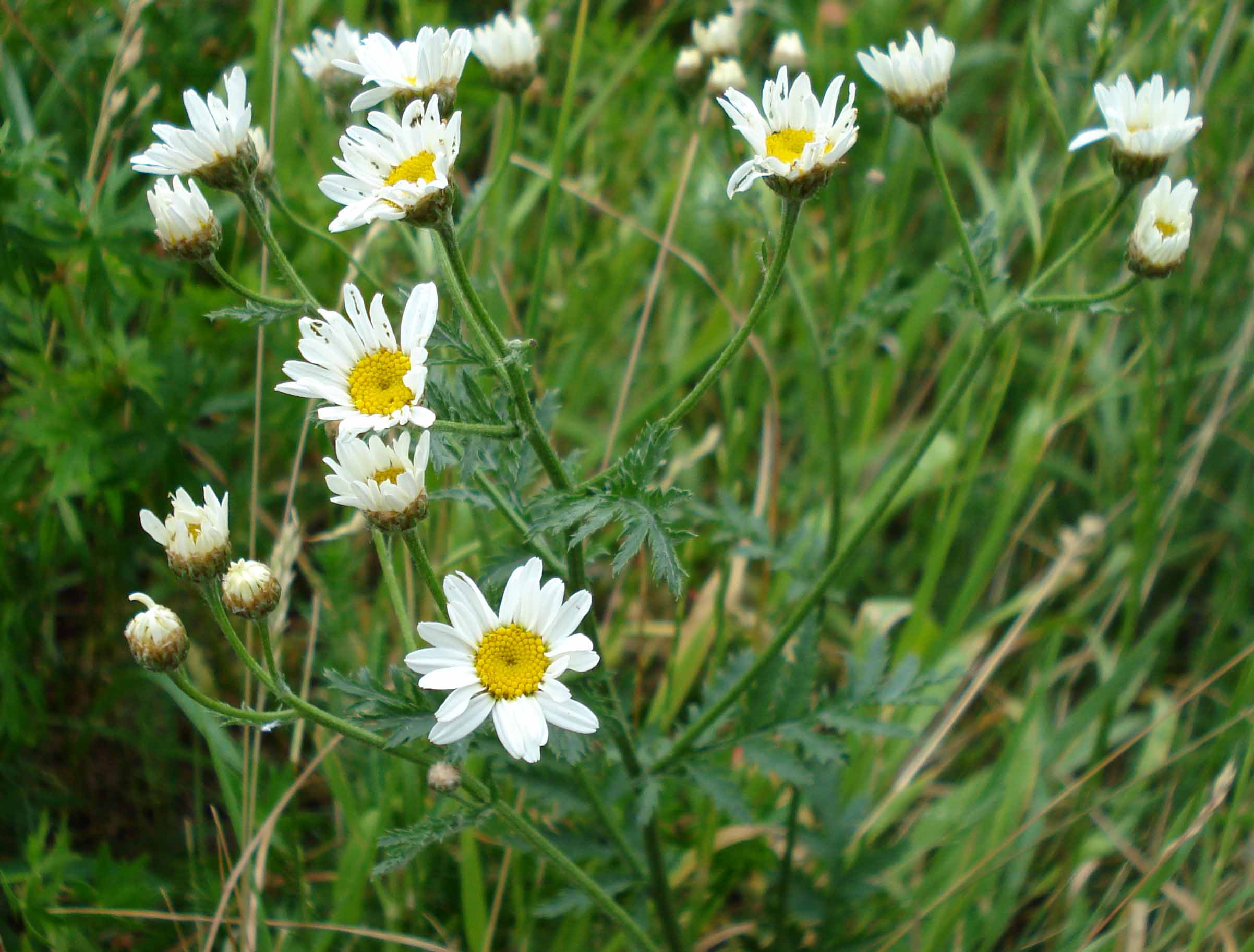
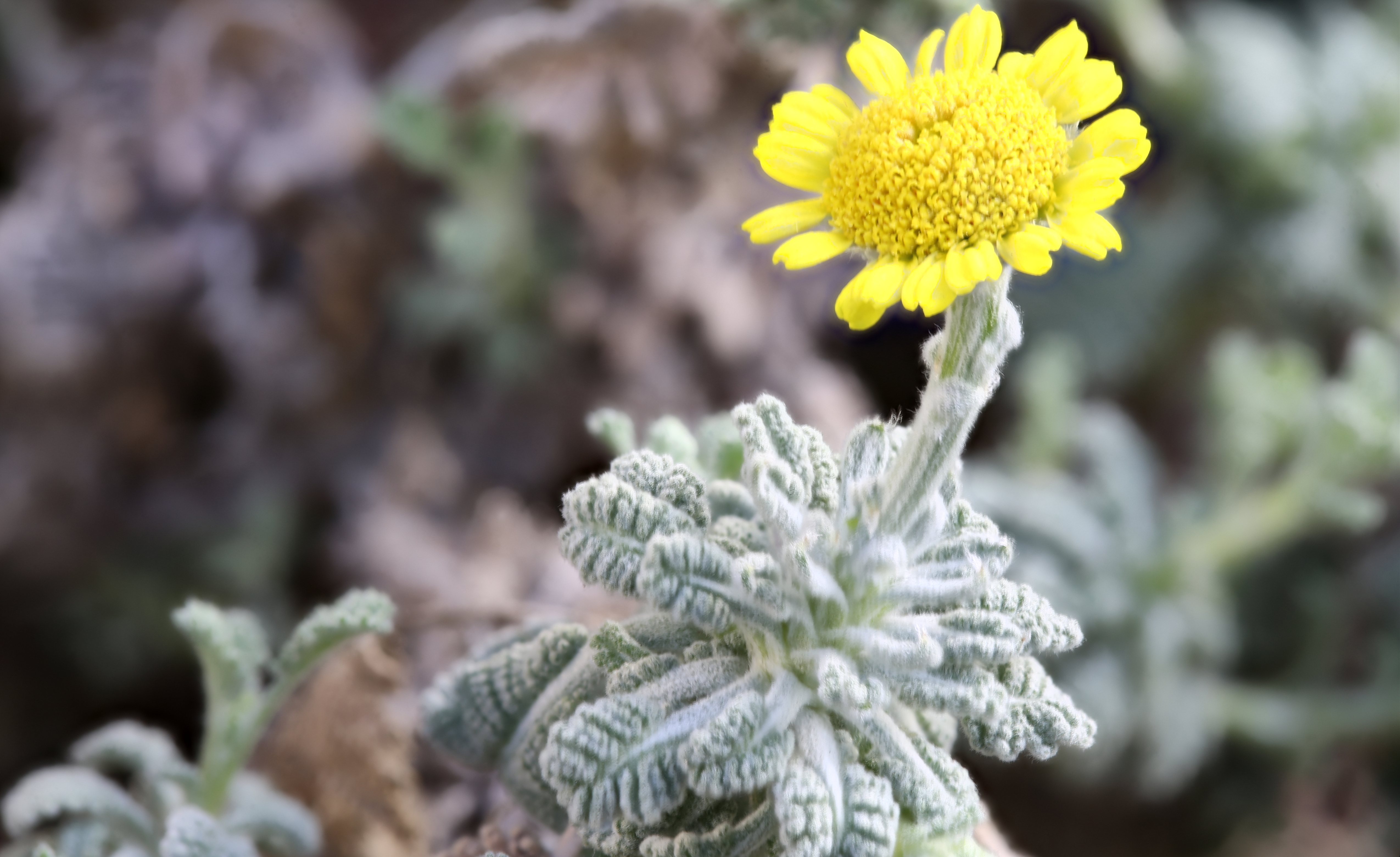
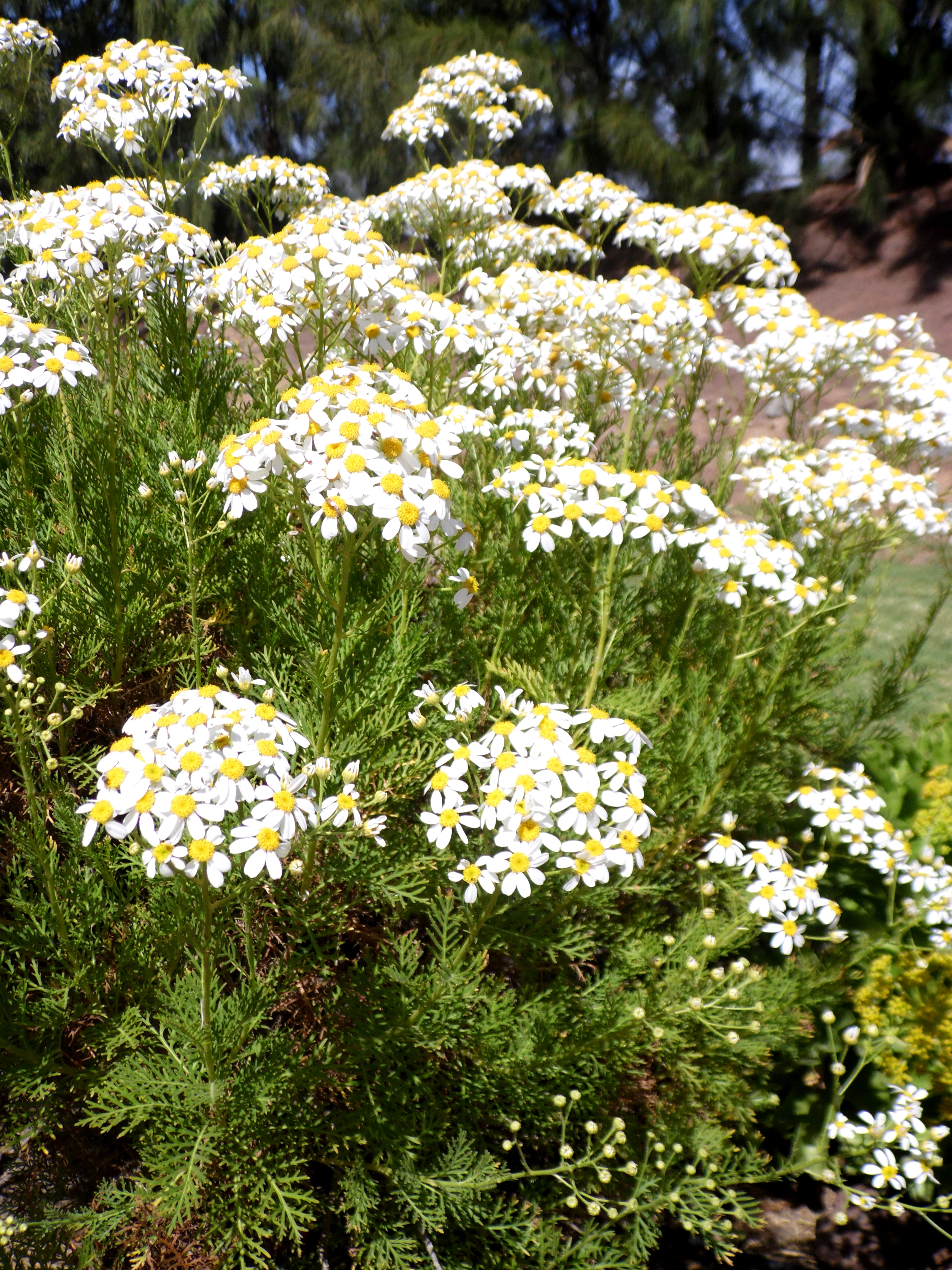
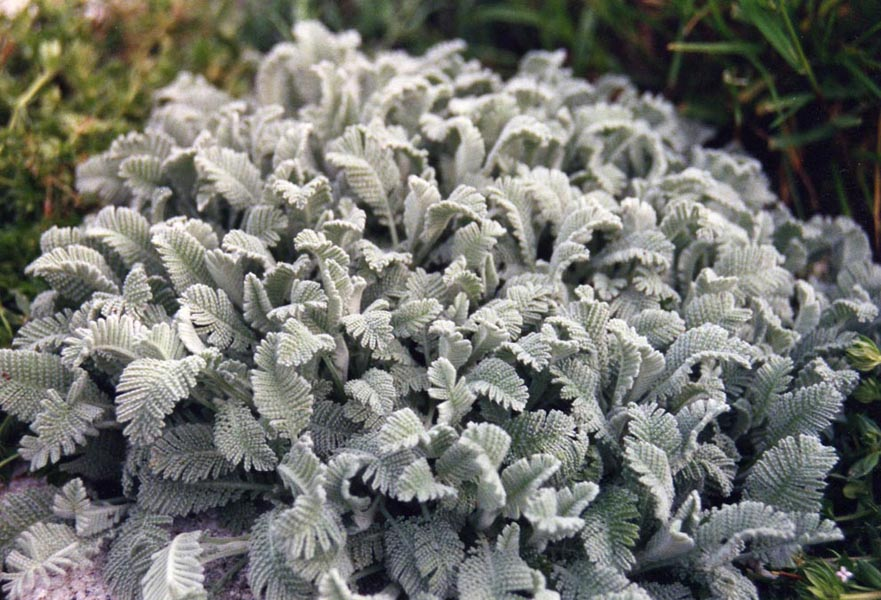
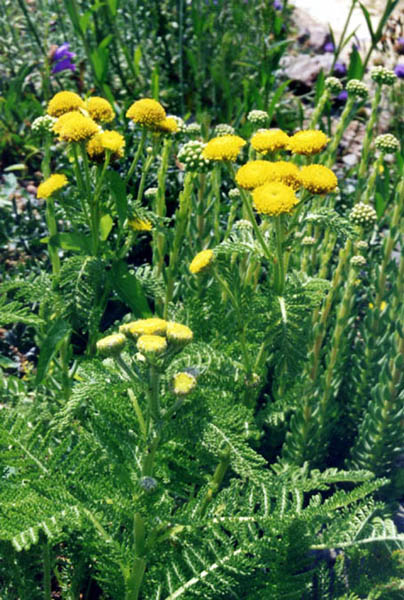
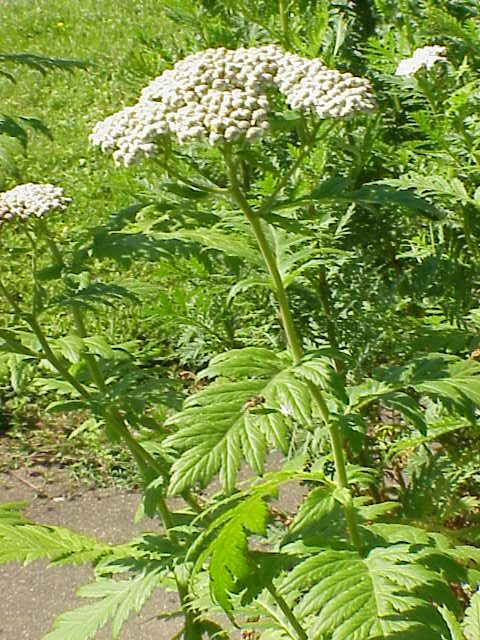
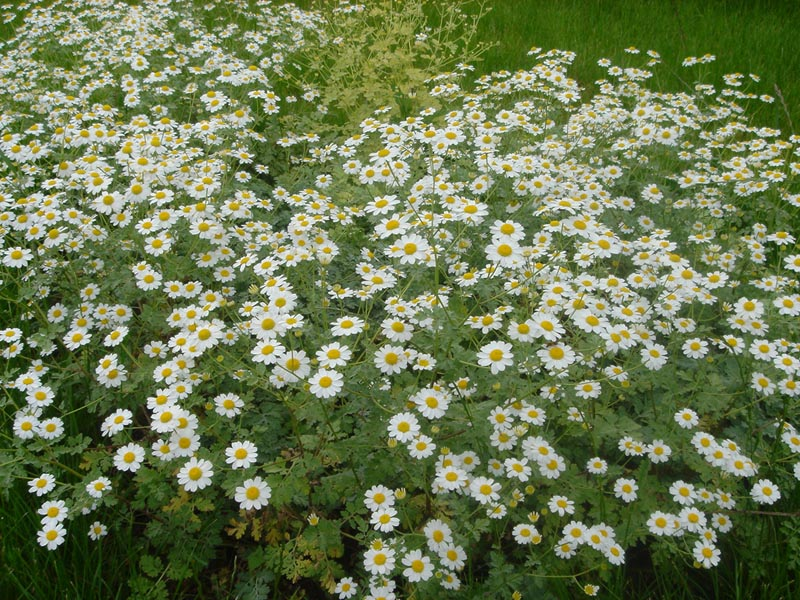
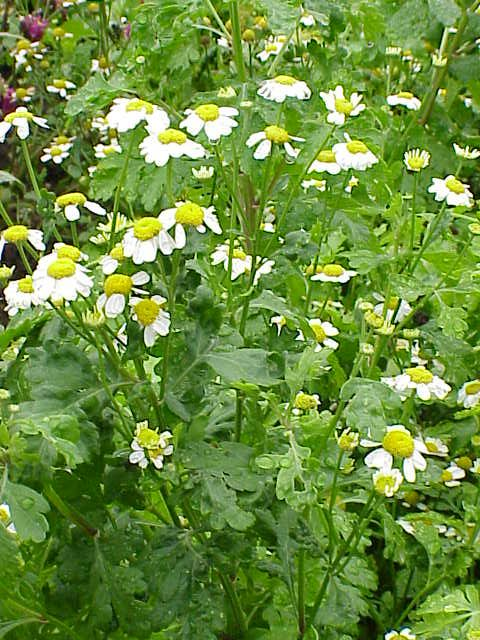
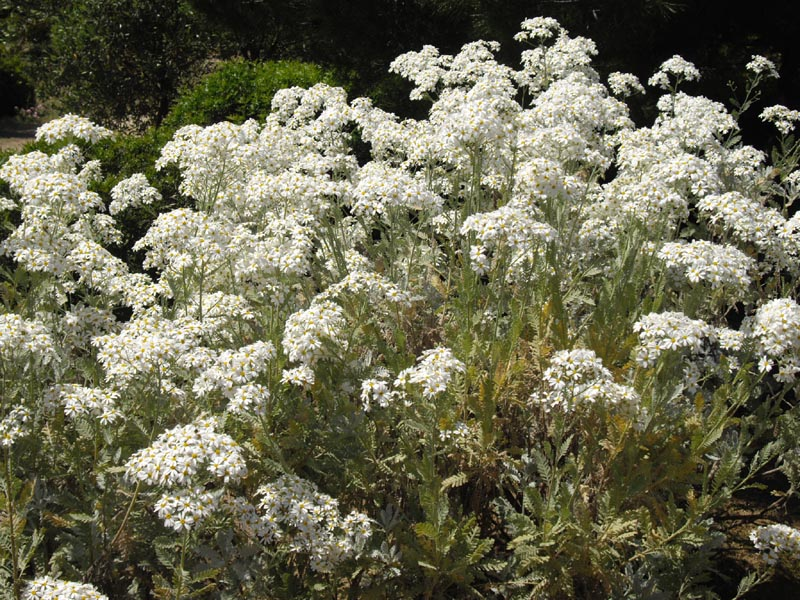
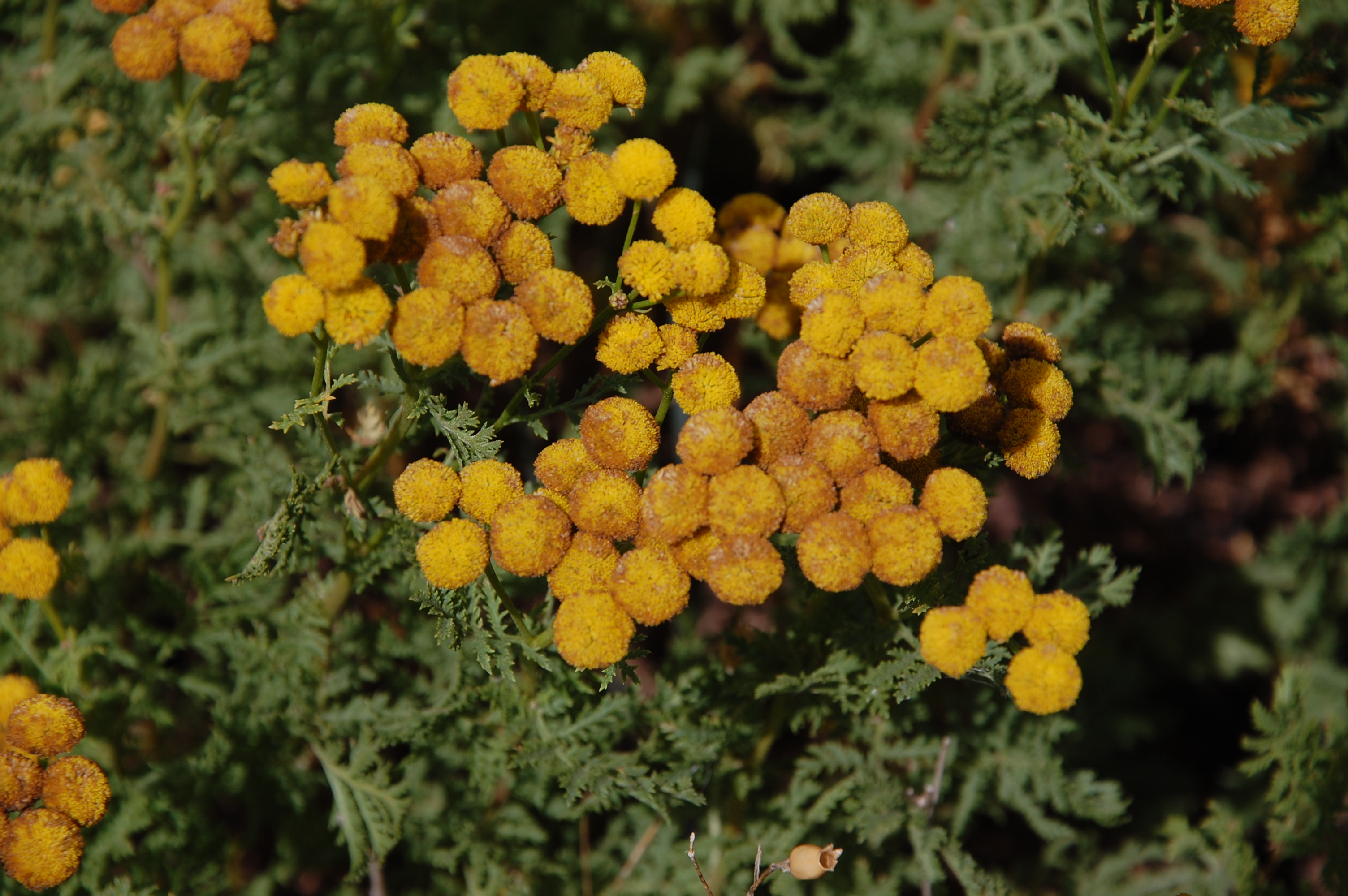
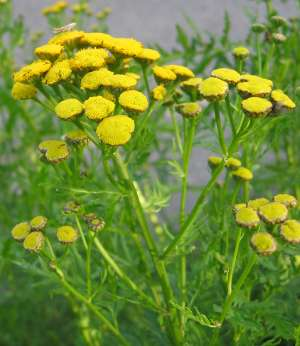